# Lissaspis flagellata
Lissaspis flagellata är en stekelart som beskrevs av Jussila 1998. Lissaspis flagellata ingår i släktet Lissaspis och familjen brokparasitsteklar. Inga underarter finns listade i Catalogue of Life.